# مراد توبتاني
مراد توبتاني Murat Toptani هو نحات وشاعر ألباني، عاش في فترة الصحوة الوطنية الألبانية.
وكان من الموقعين على وثيقة إعلان الاستقلال الألباني في عام 1912. وكنحات فقد صنع أول تمثال نصفي لجورج كاستريوتي سكتندربيغ وهو بطل قومي ألباني.
تولى في فترة إدارة المتحف الوطني في تيرانا. واشترك في العديد من المعارض الدولية في ألمانيا وبلجيكا وهولندا وغيرها.
المرجع: تاريخ الشعب الألباني. من إصدارات أكاديمية العلوم الألبانية.